# Niklauskirche (Dzielów)

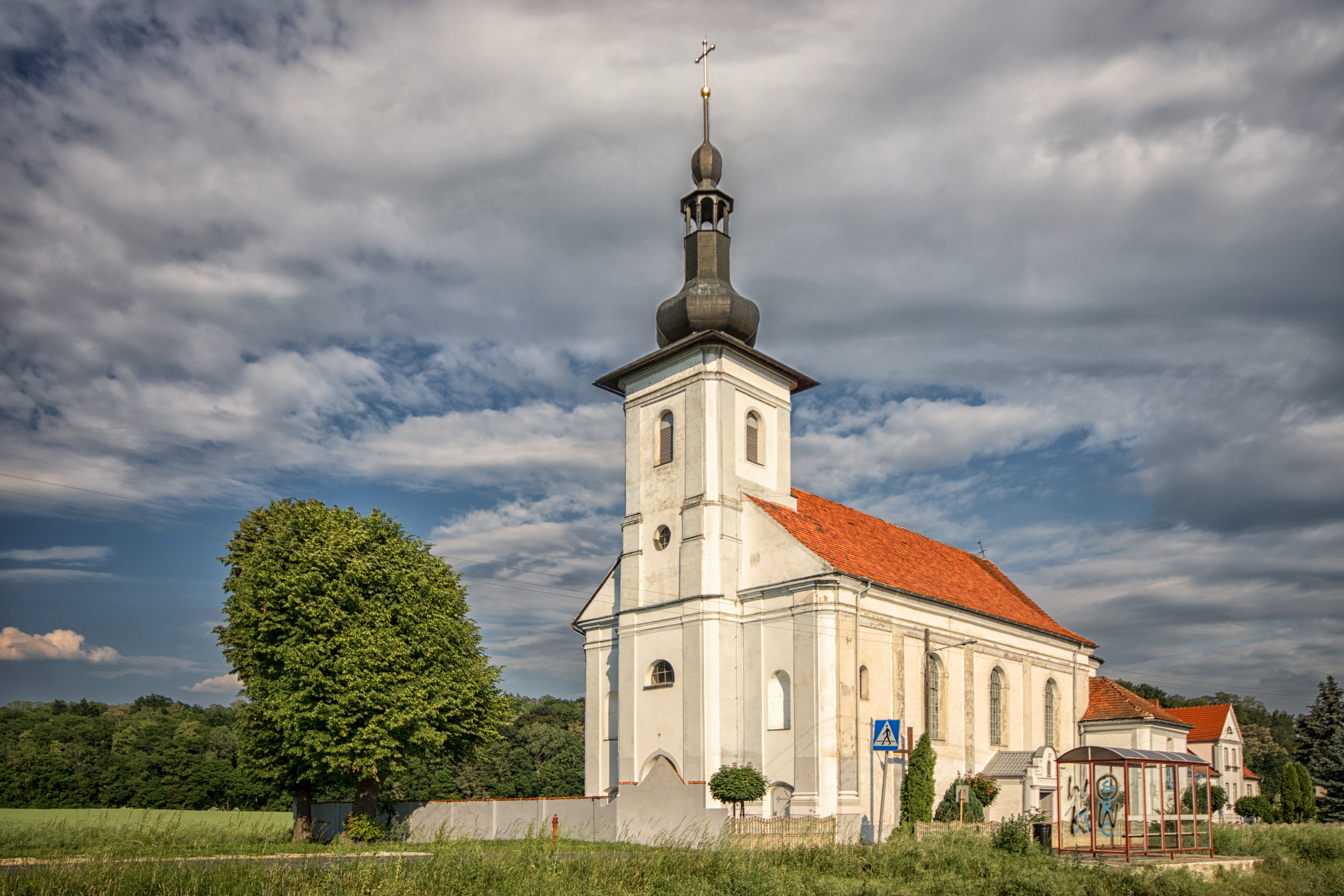
Nikolauskirche

Die Niklauskirche  (Kościół św. Mikołaja Biskupa) ist eine römisch-katholische Kirche in der schlesischen Ortschaft Dzielów (Eiglau) in der Gmina Baborów (Gemeinde Bauerwitz). Das Gotteshaus liegt außerhalb des Dorfzentrums an der ul. Raciborska, nordöstlich des Ortskerns. Die Kirche ist die Hauptkirche der Pfarrei St. Nikolaus (Parafia św. Mikołaja Biskupa) in Dzielów.

## Geschichte
Der steinerne Kirchenbau entstand ab der zweiten Hälfte des 18. Jahrhunderts. Der Chor wurde 1786 fertiggestellt, das Langhaus im Jahr 1824.
Während der Kampfhandlungen im Ort im März 1945 wurde die Kirche teilweise zerstört. Zunächst notdürftig wiederhergestellt, wurde der Kirchenbau in den 1990er Jahren saniert. Der Turmhelm mit Laterne wurde 1998 rekonstruiert.
Die Kirche steht seit 1964 unter Denkmalschutz.

## Architektur und Ausstattung
Die Hallenkirche entstand im Stil des Barocks und des Klassizismus. Der Kirchenbau besitzt ein dreischiffiges und vierjochiges Langhaus mit böhmischen Kappen. Der Chor mit einer abgerundeten Wand besitzt Stichkappentonnen. Der an der westlichen Seite eingezogene Kirchturm besitzt einen Turmhelm mit Laterne.
Der Innenraum ist durch Pilaster gegliedert und besitzt in den Seitenschiffen Emporen. Der klassizistische Hauptaltar entstand in der ersten Hälfte des 19. Jahrhunderts. Dieser besitzt ein Gemälde des hl. Nikolaus aus dem 15. Jahrhundert. Die Kanzel und die Seitenaltäre entstanden im barocken und klassizistischen Stil.